# Liste des évêques de Città di Castello
Le diocèse de Città di Castello est un diocèse italien en Ombrie avec siège à Città di Castello. Le diocèse est suffragant  de l'archidiocèse de Perugia-Città della Pieve.

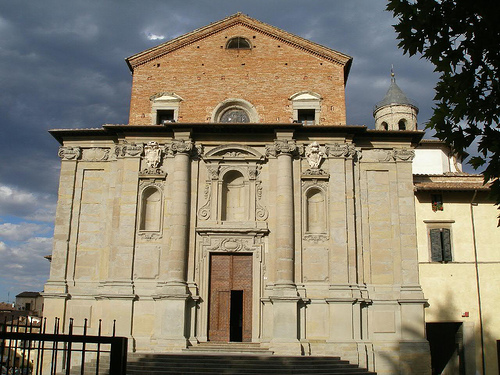
Cathédrale de Città di Castello

## Évêques
- Eubodio † ( 465)
- Marin † ( 499)
- Innocent † ( 501 - 504)
- Saint Floride † (vers 580 - 599 ou 600 )
- Luminoso † ( 649)
- Albert? (? - 711 )
- Théodore † ( 714 - 715)
- Taciperto † (752)
- Boniface † (761)
- Léon † (769)
- Stabile † (826)
- Roderico † (853 - 861)
- Rainaldo † (872 - vers 875)
- Marin † (877)
- Pierre † (vers 900)
- Ingizo † ( 969 - 998)
- Pierre II † (vers 1023 -  1048)
- Pierre III † ( 1048)
- Ermanno † ( 1050 - 1059)
- Fulques † (1068)
- Tebaldo † (2 octobre 1071 - 4 novembre 1101 )
- Rodolphe Ier † (1102 - vers 28 septembre 1105 )
- Jean Ier † (1105 - 12 septembre 1124 )
- Rainier Ier † (1124 - 15 juin  1129 )
- Guidon † (1135 - 14 mai 1137 )
- Da Vizzo ou Divizzo † (1141 - 1146)
- Ubaldo? † (1150)
- Pierre IV (10 octobre 1153 - 1167)
  - Corbello † (1159 - ?) (illégitime)
- Tedelmanno † (1167)
- Pierre IV (1172 - 28 juillet 1178) )
- Rainier II † (1178 - 7 juin 1204 )
- Roland † (1205 - 1206)
- Jean † (1206 ou 1207 - 1226 )
- Cortosonno † (1227 - 1228)
- Matteo Suppolini † (1228 - 1233 )
- Azzon † (1234 - 1251)
- Pierre V † (29 juillet 1252 - 1265)
- Niccolò, O.Praem. † (25 août 1265 - février ou mars 1279 )
- Giacomo Cavalcanti † (25 mai 1279 - octobre 1301 )
- Ugolino Gualterotti † (6 novembre 1301 - 1320)
- Ugolino della Branca, O.S.B. † (16 mars 1320 - 1346 )
  - Orlando Albizzini † (1328 - 8 janvier 1329) (anti-évêque)
- Pietro Riccardi † (19 février 1347 - 1358)
- Buccio Bonori † (4 mai 1358 - 26 août 1374 )
- Niccolò Marciari † (4 décembre 1374 - 1378)
- Ettore Orsini † (7 octobre 1379 - 17 juillet 1387)
- Bandello Bandelli † (16 septembre 1387 - 13 mai 1407)
- Giovanni del Pozzo † (3 juin 1407 - 9 août 1409 )
- Bernardo Bartolomei, O.S.M. † (9 août 1409 - novembre 1423 )
- Sirubaldo degli Ubaldi † (10 janvier 1424 - 1441 )
- Rodolphe, O.S.A. † (9 mars 1441 - 9 juin 1460 )
- Giovanni Gianderoni, O.S.A. † (4 juillet 1460 - 2 juillet 1475 )
- Bartolomeo Maraschi † (2 juillet 1475 - septembre 1487 )
- Giovanni Battista Lagni † (27 septembre 1487 - 18 janvier 1493)
- Nicola Ippoliti † (18 janvier 1493 - 10 janvier 1498)
- Ventura Bufalini † (18 janvier 1498 - 17 avril 1499 )
- Giulio Vitelli † (17 avril 1499 - 4 août 1503 )
- Antonio Maria Ciocchi del Monte † (4 août 1503 - 6 février 1506)
- Achille de Grassi † (14 février 1506 - 1515 )
- Baldassarre Grassi † (1515 - 17 février 1535 )
  - Marino Grimano † (19 avril 1534 - 4 mars 1539) (administrateur apostolique)
- Alessandro Stefano Filodori, O.P. † (5 mars 1539 - 1554 ) 
  - Vitellozzo Vitelli † (20 mars 1554 - 7 février 1560 )
- Costantino Bonelli † (7 février 1560 - 4 avril 1572 )
- Antimo Marchesani † (2 juin 1572 - 27 octobre 1581 )
- Ludovico Bentivoglio † (26 novembre 1581 - 19 septembre 1602 )
- Valeriano Muti † (15 novembre 1602 - 19 mars 1610 )
- Luca Semproni † (26 avril 1610 - 15 janvier 1616
- Evangelista Tornioli, O.S.B.Oliv. † (26 avril 1616 - 27 novembre 1630 )
- Cesare Raccagna † (5 juillet 1632 - 24 décembre 1646 )
- Francesco Boccapaduli † (6 mai 1647 - 1er octobre 1672 )
- Giuseppe Maria Sebastiani, O.C.D. † (3 octobre 1672 - 15 octobre 1689)
- Giuseppe Musotti † (17 avril 1690 - août 1692 )
- Luca Antonio Eustachi † (9 mars 1693 - 4 novembre 1715)
- Alessandro Francesco Codebò † (8 juin 1716 - 30 avril 1733 )
- Ottavio Gasparini † (20 janvier 1734 - 12 septembre 1749 )
- Giovanni Battista Lattanzi † (23 février 1750 - 23 février 1782 )
- Pietro Boscarini † (23 septembre 1782 - 9 septembre 1801 )
- Paolo Bartoli † (23 décembre 1801 - 19 janvier 1810 )
  - Sede vacante (1810-1814)
- Francesco Antonio Mondelli † (26 septembre 1814 - 2 mars 1825 )
- Giovanni Muzi † (19 décembre 1825 - 29 novembre 1849 )
- Letterio Turchi † (20 mai 1850 - 8 novembre 1861 )
  - Sede vacante (1861-1864)
- Paolo Micallef, O.S.A. † (21 décembre 1864 - 27 octobre 1871)
- Giuseppe Moreschi † (14 novembre 1871 - 9 novembre 1887 )
- Domenico Fegatelli † (1er juin 1888 - 1er juin 1891 )
- Dario Mattei-Gentili † (1er juin 1891 - 29 novembre 1895)
- Aristide Golfieri † (29 novembre 1895 - 1er mai 1909 )
- Bienheureux Charles Liviero † (8 janvier 1910 - 7 juillet 1932 )
  - Pompeo Ghezzi † (8 juillet 1932 - 20 mars 1933) (administrateur apostolique)
- Maurizio Francesco Crotti, O.F.M.Cap. † (20 mars 1933 - 25 juillet 1934 )
- Filippo Maria Cipriani † (29 septembre 1934 - 8 octobre 1956)
- Luigi Cicuttini † (30 novembre 1956 - 7 septembre 1966 )
- Cesare Pagani † (22 janvier 1972 - 21 novembre 1981)
- Carlo Urru † (21 avril 1982 - 7 février 1991 )
- Pellegrino Tomaso Ronchi, O.F.M.Cap. (7 février 1991 - 16 juin 2007 )
- Domenico Cancian, F.A.M. (16 juin 2007 - 7 mai 2022)
- Luciano Paolucci Bedini (depuis 7 mai 2022)